# Lista över småplaneter (2001–2500)
Detta är en lista över numrerade småplaneter, nummer 2001–2500.
|     | 2000             | 2100           | 2200         | 2300            | 2400            |
| --- | ---------------- | -------------- | ------------ | --------------- | --------------- |
| 1   | Einstein         | Adonis         | Oljato       | Whitford        | Aehlita         |
| 2   | Euler            | Tantalus       | Pele         | Florya          | Satpaev         |
| 3   | Harding          | Laverna        | van Rhijn    | Retsina         | Šumava          |
| 4   | Lexell           | Toronto        | Lyyli        | Slavia          | Antarctica      |
| 5   | Hencke           | Gudy           | Glinka       | King            | Welch           |
| 6   | Polonskaya       | Hugo           | Gabrova      | Bauschinger     | Orelskaya       |
| 7   | McCuskey         | Ilmari         | Antenor      | Garuda          | Haug            |
| 8   | Konstitutsiya    | Otto Schmidt   | Pushkin      | Schilt          | Astapovich      |
| 9   | Voloshina        | Dhotel         | Tianjin      | Mr. Spock       | Chapman         |
| 10  | Chebyshev        | Moore-Sitterly | Lois         | Olshaniya       | Morrison        |
| 11  | Veteraniya       | Tselina        | Hanuman      | El Leoncito     | Zellner         |
| 12  | Guo Shou-Jing    | Ulyanov        | Hephaistos   | Duboshin        | Wil             |
| 13  | Tucapel          | Ehrdni         | Meeus        | Aruna           | van de Hulst    |
| 14  | Vasilevskis      | Wallenquist    | Carol        | Field           | Vibeke          |
| 15  | Kachuevskaya     | Irakli         | Sichuan      | Czechoslovakia  | Ganesa          |
| 16  | Heinemann        | Mtskheta       | Kerch        | Jo-Ann          | Sharonov        |
| 17  | Wesson           | Danmark        | Eltigen      | Galya           | McVittie        |
| 18  | Schuster         | Flagstaff      | Wotho        | Lubarsky        | Voskovec-Werich |
| 19  | van Albada       | Schwall        | Mannucci     | Aristides       | Moldavia        |
| 20  | Ukko             | Tyumenia       | Hicks        | Blarney         | Čiurlionis      |
| 21  | Poincaré         | Sevastopol     | Chilton      | Lužnice         | Nininger        |
| 22  | West             | Pyatiletka     | Lermontov    | Kitt Peak       | Perovskaya      |
| 23  | Asaph            | Vltava         | Sarpedon     | Zverev          | Ibarruri        |
| 24  | McLaughlin       | Nissen         | Tucson       | Janice          | Tautenburg      |
| 25  | Nortia           | Karl-Ontjes    | Serkowski    | Chernykh        | Shenzhen        |
| 26  | Cottrell         | Gerasimovich   | Cunitza      | Tololo          | Simonov         |
| 27  | Shen Guo         | Tanya          | Otto Struve  | Gershberg       | Kobzar          |
| 28  | Janequeo         | Wetherill      | Soyuz-Apollo | Robeson         | Kamenyar        |
| 29  | Binomi           | Cosicosi       | Mezzarco     | Orthos          | Schürer         |
| 30  | Belyaev          | Evdokiya       | Yunnan       | Ontake          | Bruce Helin     |
| 31  | BAM              | Mayall         | Durrell      | Parvulesco      | Skovoroda       |
| 32  | Ethel            | Zhukov         | Altaj        | Kalm            | Soomana         |
| 33  | Basilea          | Franceswright  | Kuznetsov    | Porthan         | Sootiyo         |
| 34  | Bernoulli        | Dennispalm     | Schmadel     | Cuffey          | Bateson         |
| 35  | Stearns          | Aristaeus      | Vittore      | James           | Horemheb        |
| 36  | Sheragul         | Jugta          | Austrasia    | Xinjiang        | Hatshepsut      |
| 37  | Tripaxeptalis    | Priscilla      | Melnikov     | Boubín          | Amnestia        |
| 38  | Bistro           | Swissair       | Steshenko    | Bokhan          | Oleshko         |
| 39  | Payne-Gaposchkin | Makharadze     | Paracelsus   | Anacreon        | Ulugbek         |
| 40  | Chalonge         | Kemerovo       | Tsai         | Hathor          | Educatio        |
| 41  | Lancelot         | Simferopol     | Alcathous    | Aoluta          | Hibbs           |
| 42  | Sitarski         | Landau         | Balaton      | Lebedev         | Corbett         |
| 43  | Ortutay          | Jimarnold      | Lönnrot      | Siding Spring   | Tomeileen       |
| 44  | Wirt             | Marietta       | Tesla        | Xizang          | Lederle         |
| 45  | Peking           | Blaauw         | Hekatostos   | Fučik           | Blazhko         |
| 46  | Leningrad        | Stentor        | Bowell       | Lilio           | Lunacharsky     |
| 47  | Smetana          | Kharadze       | Hiroshima    | Vinata          | Kronstadt       |
| 48  | Dwornik          | Epeios         | Kanda        | Michkovitch     | Sholokhov       |
| 49  | Grietje          | Schwambraniya  | Yamamoto     | Kurchenko       | Kenos           |
| 50  | Francis          | Nyctimene      | Stalingrad   | von Lüde        | Ioannisiani     |
| 51  | Chang            | Hadwiger       | Tikhov       | O'Higgins       | Dollfus         |
| 52  | Tamriko          | Hannibal       | CERGA        | Kurchatov       | Lyot            |
| 53  | Nuki             | Akiyama        | Espinette    | Alva            | Wabash          |
| 54  | Gawain           | Underhill      | Requiem      | Lavrov          | Olaus Magnus    |
| 55  | Dvořák           | Wodan          | Qinghai      | Nei Monggol     | Somville        |
| 56  | Nancy            | Kate           | Wiśniewski   | Hirons          | Palamedes       |
| 57  | Rosemary         | Ashbrook       | Kaarina      | Phereclos       | Rublyov         |
| 58  | Róka             | Tietjen        | Viipuri      | Bahner          | Veniakaverin    |
| 59  | Baboquivari      | Kukkamäki      | Sofievka     | Debehogne       | Spellmann       |
| 60  | Chiron           | Spitzer        | Neoptolemus  | Volgo-Don       | Mitlincoln      |
| 61  | Anza             | Grissom        | Keeler       | Gogol           | Clavel          |
| 62  | Aten             | Anhui          | Mitidika     | Mark Twain      | Nehalennia      |
| 63  | Bacchus          | Korczak        | Shaanxi      | Cebriones       | Sterpin         |
| 64  | Thomsen          | Lyalya         | Sabrina      | Seillier        | Nordenskiöld    |
| 65  | Spicer           | Young          | Verbaandert  | Interkosmos     | Wilson          |
| 66  | Palala           | Handahl        | Tchaikovsky  | Aaryn           | Golson          |
| 67  | Aksnes           | Erin           | Agassiz      | Praha           | Kollontai       |
| 68  | Dangreen         | Swope          | Szmytowna    | Beltrovata      | Repin           |
| 69  | Hubble           | Taiwan         | Efremiana    | Chekhov         | Tadjikistan     |
| 70  | Humason          | Byelorussia    | Yazhi        | van Altena      | Agematsu        |
| 71  | Nadezhda         | Kiev           | Kiso         | Dimitrov        | Ultrajectum     |
| 72  | Kosmodemyanskaya | Plavsk         | Montezuma    | Proskurin       | Bradman         |
| 73  | Janáček          | Maresjev       | Yarilo       | Immo            | Heyerdahl       |
| 74  | Shoemaker        | Asmodeus       | Ehrsson      | Vladvysotskij   | Ruby            |
| 75  | Martinez         | Andrea Doria   | Cuitlahuac   | Radek           | Semenov         |
| 76  | Levin            | Donar          | Warck        | Martynov        | Andersen        |
| 77  | Kiangsu          | Oliver         | Moreau       | Shcheglov       | Biryukov        |
| 78  | Nanking          | Kazakhstania   | Götz         | Pannekoek       | Tokai           |
| 79  | Jacchia          | Platzeck       | Barto        | Heiskanen       | Sodankylä       |
| 80  | Jihlava          | Marjaleena     | Kunikov      | Heilongjiang    | Papanov         |
| 81  | Sázava           | Fogelin        | Biela        | Landi           | Bürgi           |
| 82  | Galahad          | Semirot        | Andrés Bello | Nonie           | Perkin          |
| 83  | Smither          | Neufang        | Bunke        | Bradley         | Guinevere       |
| 84  | Okayama          | Fujian         | San Juan     | Schulhof        | Parenago        |
| 85  | Henan            | Guangdong      | Ron Helin    | Mustel          | Scheffler       |
| 86  | Newell           | Keldysh        | Fesenkov     | Nikonov         | Metsähovi       |
| 87  | Kochera          | La Silla       | Kalmykia     | Xi'an           | Juhani          |
| 88  | Sahlia           | Orlenok        | Karolinum    | Gase            | Bryan           |
| 89  | Cetacea          | Zaragoza       | McMillan     | Dibaj           | Suvorov         |
| 90  | Mizuho           | Coubertin      | Helffrich    | Nežárka         | Bussolini       |
| 91  | Sampo            | Uppsala        | Kevo         | Tomita          | Tvashtri        |
| 92  | Sumiana          | Pyatigoriya    | Seili        | Jonathan Murray | Kutuzov         |
| 93  | Genichesk        | Jackson        | Guernica     | Suzuki          | Elmer           |
| 94  | Magnitka         | Arpola         | Andronikov   | Nadeev          | Inge            |
| 95  | Parsifal         | Tengström      | Matusovskij  | Aho             | Noviomagum      |
| 96  | Väinö            | Ellicott       | Kugultinov   | Kochi           | Fernandus       |
| 97  | Galle            | Shanghai       | Daghestan    | Lappajärvi      | Kulikovskij     |
| 98  | Zyskin           | Ceplecha       | Cindijon     | Jilin           | Tsesevich       |
| 99  | Öpik             | Kleť           | Hanko        | Terradas        | Brunk           |
| 100 | Ra-Shalom        | Pasadena       | Stebbins     | Derevskaya      | Alascattalo     |
|     | 2100             | 2200           | 2300         | 2400            | 2500            |